# Victor Buono
Victor Buono (San Diego, Califòrnia, 3 de febrer de 1938 − Apple Valley, Califòrnia, 1 de gener de 1982) va ser un actor estatunidenc.

## Biografia
De nom complet Victor Charles Buono, va néixer a San Diego, Califòrnia, fill de Victor Francis Buono (28 de maig de 1907 - 17 de maig de 1981) i de Myrtle Belle Keller (19 d'octubre de 1909 - 27 d'agost de 1979). El pare de Victor Buono era un emigrant italià exiliat cap a 1929 als Estats Units.
Va començar la seva carrera als 18 anys amb l'obra «Volpone» amb la tropa de l'Old Globe Theatre. El 1962, Robert Aldrich li dona la seva gran oportunitat, proposant-li un paper en Què se n'ha fet, de Baby Jane?, on fa d'Edwin Flagg, un pianista a la trentena, res estirat i més aviat apàtic, que viu amb la seva vella mare. Acaba per comprometre's com a acompanyant de Jane Hudson (Bette Davis), una vella que va ser fa molt de temps una nena estrella. Comprèn, des de la seva primera cita, que aquesta ha perdut una mica el cap, però entra en el seu joc per esquer del guany. Aquest paper, ben escrit, i brillantment endreçat, li val una nominació als oscars. Des de llavors, arrenca la seva carrera. El seu pes (180 kg) el limita a certs papers. Sovint aïllat en papers de super-dolent en nombroses sèries de televisió, des de Batman a The Man from Atlantis passant per Els misteris de l'Oest.
Victor Buono mor d'una crisi cardíaca al seu ranxo d'Apple Valley a Califòrnia als 43 anys.

## Filmografia
- 1961: Els canons de Navarone: No surt als crèdits
- 1962: Què se n'ha fet, de Baby Jane? de Robert Aldrich: Edwin Flagg.
- 1963: Quatre tipus de Texas de Robert Aldrich: Harvey Burden
- 1964: Hush… Hush, Sweet Charlotte de Robert Aldrich: Samuel Eugene (« Big Sam ») Hollis
- 1964: Robin and the 7 Hoods de Gordon Douglas: Diputat Xèrif Alvin Potts
- 1965: Voyage to the Bottom of the Sea, de Irwin Allen (sèrie TV): Temporada 2, episodi 4, el Robot (The Cyborg): Tabor Ulrich
- 1965 i 1966: The Wild Wild West, de Michael Garrison (sèrie TV)
- 1969: Target: Harry de Roger Corman
- 1970: Beneath the Planet of the Apes de Ted Post: l'home gras
- 1972: The Wrath of God de Ralph Nelson: Jennings
- 1973: Arnold de Georg Fenady: el ministre
- 1977: The Man from Atlantis (Sèrie TV): Dr. Schubert
- 1980: The Man with Bogart's Face de Robert Day: Comodore Anastas

## Premis i nominacions

### Nominacions
- 1963: Oscar al millor actor secundari per Què se n'ha fet, de Baby Jane?
- 1963: Globus d'Or al millor actor secundari per Què se n'ha fet, de Baby Jane?